# 에도가와 란포 전집 공포기형인간
에도가와 란포 전집 공포기형인간(일본어: 江戸川乱歩全集 恐怖奇形人間)는 일본의 영화로 감독은 이시이 데루오이며, 요시다 테루오, 오키 미노루 등이 출연하였다.

## 출연

### 주연
- 요시다 테루오
- 오키 미노루
- 히지카타 타츠미

### 조연
- 유미 테루코
- 코이케 아사오

## 기타
- 원작자: 에도가와 란포
- 미술: 요시무라 아키라

## 예고편
- 유튜브 에도가와 란포 전집 공포기형인간 예고편

## 같이 보기
- 이시이 데루오